# Giovanni Battista Cipriani
Giovanni Battista Cipriani (Florence, 1727 - Londen, 14 december 1785) was een Italiaanse, neoclassicistische kunstschilder en graveur.

## Leven en werk
Cipriani ontving zijn eerste lessen van de schilders Ignazio Hugford en Anton Domenico Gabbiani. Tussen 1750 en 1753 woonde en werkte hij in Rome. Hij ontmoette er de architect William Chambers en de beeldhouwer Joseph Wilton. Met Wilton verhuisde hij in augustus 1755 naar Londen. 

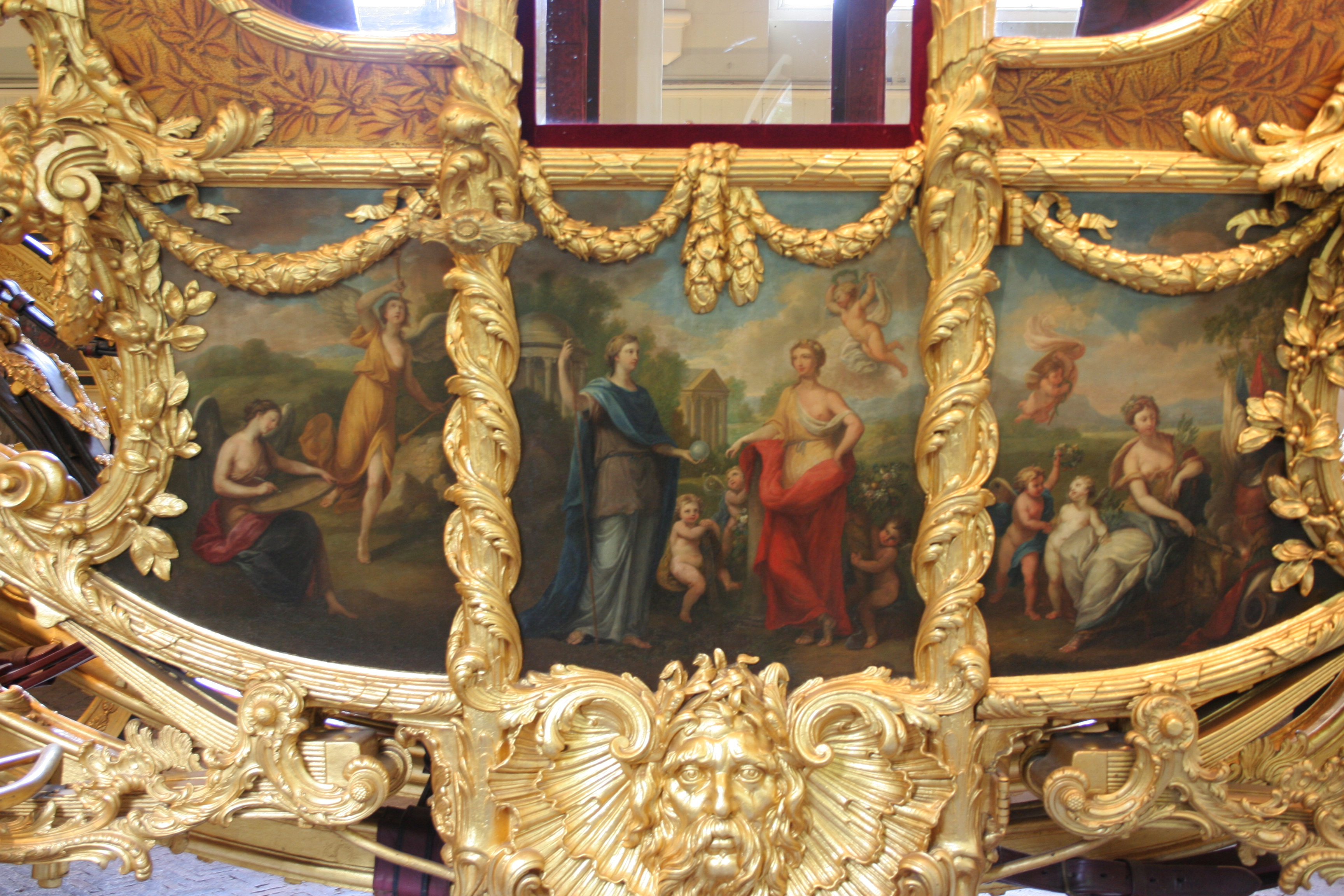
Schilderwerk van Cipriani op de Britse Gouden Koets

In Italië had Cipriani schilderijen gemaakt voor de St. Michael-abdij in Pistoia, waardoor hij bekendheid opbouwde. In Engeland werd hij gevraagd voor schilderwerk in diverse gebouwen, zoals een plafond in Buckingham Palace en het interieur van het door zijn vriend Chambers gebouwde Somerset House. Voor Somerset House ontwierp hij ook de ornamentale beeldhouwwerken. In 1768 werd Cipriani lid van de Royal Academy of Arts.
Hij schilderde de allegorische voorstellingen voor de panelen van de Gouden Koets, die in opdracht van koning George III was gebouwd. Naast zijn eigen schilderwerk, werkte Cipriani ook als ontwerper (ornamenten en plafonddecoraties) en restaurateur.